# Sistema Preventivo Salesiano
O Sistema Preventivo Salesiano é o método educativo desenvolvido pelos Salesianos a partir da experiência pedagógica de São João Bosco com os jovens pobres da Turim do século XIX. Baseia-se em três pilares: razão, religião e bondade. Também se opõe ao que Dom Bosco chama na educação de Sistema Repressivo de Educação. Mesmo que Dom Bosco apareça como o principal representante desse método de educação e formação dos jovens, outros personagens contribuíram para o seu desenvolvimento anterior, como Filipe Néri e Francisco de Sales.
Dom Bosco escreveu apenas um ensaio explicando seu método pedagógico em 1877, O sistema preventivo na educação dos jovens, que foi incluído nas primeiras Constituições salesianas.

## História
A história do Sistema Preventivo Salesiano remonta à vida e ao apostolado de São João Bosco (1815-1888). Durante a segunda metade do século XIX, Dom Bosco começou a trabalhar entre os jovens pobres de Turim, especialmente os sem-teto, órfãos e que sobreviveram à primeira infância como resultado da Revolução Industrial. Algumas décadas antes, a maioria dos filhos dos pobres não teria vivido até a idade adulta. A revolução industrial levou a crianças vivas que precisavam de orientação. Dom Bosco, pela educação de crianças e jovens, atua na prevenção educativa considerando dois aspectos que a incluirão em sua própria conceituação: https://donbosco.org.ar/uploads/recursos/recursos_archivos_1862_724.pdf - A primeira consiste em ajudar os jovens, em uma consciência oportuna dos perigos a que podem estar expostos, e com uma presença pedagógica eficaz por parte dos educadores, para que os meninos possam evitar a tempo as experiências que podem ser altamente prejudicial. - A segunda é encontrar uma forma de lhes proporcionar uma reabilitação imediata caso já tenham sido vítimas de atos ou costumes criminosos antes das consequências dos maus hábitos contraídos, tornando-os normalmente irrecuperáveis. Um aspecto que inclui terapias de saneamento, redução de valores, empoderamento de energias; e a possibilidade de oportunidades alternativas de trabalho, melhoria e aumento.
Como Dom Bosco não escreveu muito sobre o assunto, o sistema educativo preventivo pode ser estudado na identidade e nas ações de Dom Bosco. Carlo Nanni definiu Dom Bosco como um homem de ação e não como um erudito. As seguintes obras dizem respeito ao sistema preventivo na educação da juventude segundo Dom Bosco e os Salesianos:
1. As Memórias Biográficas de São João Bosco são uma compilação da vida de Dom Bosco escrita por seu secretário, Pe. Giovanni Battista Lemoyne.[4]
2. O Sistema Preventivo na Educação da Juventude foi um documento escrito em 1877 para ser incluído nas regras da Ordem Salesiana.[2]

## Administração
Este sistema é amplamente utilizado por instrutores em todas as Escolas e Institutos Dom Bosco em todo o mundo para educar efetivamente os jovens. Estes incluem escolas como Don Bosco Bandel, Don Bosco School, Park Circus, Don Bosco School (Alaknanda, Nova Delhi), Salesian English School, Don Bosco High &amp; Technical School, Liluah, St. John Bosco High School e Salesian High School (Richmond).